# Muizenvalauto

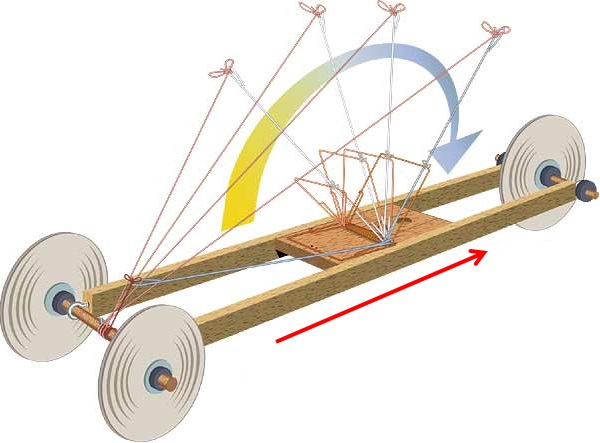
Tekening van een muizenvalauto

Computersimulatie van een beweging van een muizenvalauto

Een muizenvalauto is een klein voertuig waarvan de enige bron van drijfkracht een muizenval is. Er zijn ook varianten die gebruik maken van meerdere vallen of grote rattenvallen, om het voertuig beter te doen presteren.
Muizenvalauto's worden vaak gebruikt in natuurkunde of andere natuurwetenschappelijke lessen om studenten te helpen met het opbouwen van probleemoplossende vaardigheden, ruimtelijk inzicht te ontwikkelen, om tijd te leren begroten en om samenwerking te oefenen.

## Ontwerp
De algemene stijl voor een muizenvalauto varieert. Een aantal commerciële leveranciers biedt bouwbeschrijvingen, bouwpakketten en complete auto's te koop aan. Naast muizenvalauto's zijn er wedstrijden georganiseerd voor muizenvalboten en muizenvalvliegtuigen.

### Veerkracht
Een muizenval wordt aangedreven door een spiraalvormige torsieveer. Volgens de wet van Hooke:
{\displaystyle \tau =-\kappa \theta \,}
Hierbij is {\displaystyle \tau \,} het koppel dat wordt uitgeoefend door de veer in newtonmeter, en {\displaystyle \theta \,} is de draaihoek van zijn evenwichtspositie in radialen. {\displaystyle \kappa \,} is een constante met de eenheid newtonmeter/radiaal. Hier zijn een aantal namen voor: de veerconstante, de torsiecoëfficiënt van de veer, of de torsie elasticiteitsmodulus, gelijk aan het koppel dat nodig is om de veer te draaien over een hoek van een radiaal. Het is vergelijkbaar met de veerconstante van een lineaire veer.
De energie van U, in joule, opgeslagen in een torsieveer is:
{\displaystyle U={\tfrac {1}{2}}\kappa \theta ^{2}}
Wanneer een muizenval gespannen wordt, wordt de veer voorbij zijn evenwichtspositie gedraaid waardoor deze een kracht op de staaf uitoefent wanneer de val gesloten wordt.

### Krachtoverbrenging naar de as
Deze beweging moet worden gebruikt om de as of wielen van de auto te draaien. De meest gebruikelijke oplossing is om een touwtje aan de arm van de muizenval te bevestigen en het vervolgens om een as te wikkelen. Als de staaf wordt losgelaten, trekt deze aan het touw, waardoor de as (en wielen) draaien.
Door de draad direct aan de staaf van de muizenval te binden, wordt de in de veer opgeslagen energie niet goed gebruikt. De afstand tussen de geopende en gesloten posities van de staaf van een muizenval is doorgaans zo'n 10 cm, zoveel touw zou er dus worden getrokken. Wanneer het touw om een as met een kleine diameter gewikkeld wordt, zal deze hoeveelheid touw onvoldoende omwentelingen creëren om de auto zo ver mogelijk te verplaatsen.
Om dit probleem te omzeilen, voegen de meeste muizenvalauto's een hefboom aan de staaf toe, zodat de hefboom aan een veel langer touw trekt en de as veel meer omwentelingen maakt.

### Wrijving van de wielen
Een andere reden om een hefboom aan de muizenvalstaaf toe te voegen, is het verminderen van de hoeveelheid koppel die op de wielen wordt uitgeoefend. Wanneer er te veel koppel op de wielen wordt uitgeoefend, zal de kracht tussen de wielen en de grond de maximale wrijvingskracht overschrijden, vanwege de wrijvingscoëfficiënt tussen het wiel en het grondoppervlak. Wanneer dit gebeurt slippen de wielen en wordt er in de veer opgeslagen energie verspild. Het gebruik van een lange hendel op de muizenvalstang vermindert de spanning in de snaar als gevolg van het draaimoment van de veer en vermindert dus het koppel dat op de wielen van de auto wordt uitgeoefend.
Naast de vermindering van het op de wielen uitgeoefende koppel kan de wrijvingscoëfficiënt worden verbeterd door het gebruik van materialen met een hogere wrijvingscoëfficiënt.

### Afstandsauto
Bij dit type auto draait het erom dat de meeste kracht van de veer op de hefboomarm wordt overgebracht en dat de aandrijfas draait. Om de meeste afstand uit uw auto te halen, moet u de hefboomarm lang en stevig genoeg maken. Hierdoor kan de auto meer omwentelingen uit de wielen krijgen door de langere snaar die met een langere hefboomarm gepaard zal gaan. Maak vervolgens de aangedreven wielen groter, want hoe groter de diameter van het wiel, hoe meer grip op de bodem. Zorg er ook voor dat de assen kleiner zijn dan de wielen, zodat er meer afstand kan worden afgelegd. Verminder zoveel mogelijk wrijving, want hoe meer wrijving, hoe meer energie er verloren gaat bij het voortbewegen van de auto. Er moet ook rekening worden gehouden met de massa, hoe meer de auto weegt, hoe meer energie er uit de muizenvalveer zal worden gebruikt om de auto te bewegen, dus maakt u de auto dan ook het beste licht van gewicht.

### Snelheidsauto
Het maken van een snelheidsmuizenvalauto omvat het optimaal benutten van de energie die je kunt halen uit de muizenvalveer in een korte afstand. De hefboomarm moet korter zijn dan de afstandsauto's aangezien een kortere arm de veer sneller zal sluiten. Het grootste deel van het gewicht van de auto wordt aan de achterkant van de auto verspreid, op de plaats waar de aandrijfas zich bevindt. Op deze wijze gebouwde auto's, zullen niet veel weerstand aan de voorkant hebben, waardoor deze minder wordt afgeremd. Het is niet nodig dat de wielen groot zijn, maar de as moet wel groter zijn ten opzichte van het wiel. De wielen hebben een goede grip nodig omdat de wielen zonder de juiste hoeveelheid wrijving zullen slippen en de auto niet naar voren zullen duwen vanwege alle toegevoegde koppel.